# Borneol
Borneol er en bicyklisk organisk forbindelse og en terpen. Hydroxylgruppen i denne forbindelse sidder i endo-position. Isoborneol er dens exoisomer. 

## Kemi
Borneol oxideres nemt til den tilsvarende keton, kamfer. Borneol kan syntetiseres ved reduktion af kamfer i den såkaldte Meerwein-Ponndorf-Verley-reduktion. Den samme reaktion resulterer i isoborneol ved tilstedeværelse af natriumborohydrid.
Borneol findes som to enantiomerer. Den naturligt forkommende d-(+)-borneol er optisk aktiv. Den findes i mange arter af Artemisia og Dipterocarpaceae.

## Brug
Borneol bruges i traditionel kinesisk medicin. Det sættes ofte til helsekost, da det menes at stimulere hjertet, åndedrættet, kredsløbet og det centrale nervesystem.

## External links
- Wikimedia Commons har flere filer relateret til Borneol
- MSDS Arkiveret 14. februar 2007 hos  Wayback Machine
- Borneoloxidation
- Borneol i kinesisk medicin